# Eiskunstlauf-Weltmeisterschaften 2021
Die Eiskunstlauf-Weltmeisterschaften 2021 wurden vom 22. bis 28. März 2021 im Ericsson Globe in der schwedischen Hauptstadt Stockholm ausgetragen. Die Vergabe an Stockholm wurde im Juni 2018 im spanischen Sevilla von der Internationalen Eislaufunion beschlossen. Neben Stockholm bewarben sich Seoul, Mailand und Bratislava um die Weltmeisterschaften. Stockholm war bisher elf Mal (1897, 1901, 1905, 1909, 1913, 1922, 1926, 1933, 1934, 1938 und 1947) Austragungsort der Welttitelkämpfe. Die letzten Eiskunstlauf-Weltmeisterschaften in Schweden fanden 2008 in Göteborg statt.

## Bilanz

### Medaillenspiegel
| Platz | Land                | Gold | Silber | Bronze | Gesamt |
| ----- | ------------------- | ---- | ------ | ------ | ------ |
| 1     | FSR                 | 3    | 1      | 2      | 6      |
| 2     | Vereinigte Staaten  | 1    | 1      | 0      | 2      |
| 3     | Japan               | 0    | 1      | 1      | 2      |
| 4     | Volksrepublik China | 0    | 1      | 0      | 1      |
| 5     | Kanada              | 0    | 0      | 1      | 1      |

### Medaillengewinner
| Konkurrenz | Gold                                           | Silber                            | Bronze                                   |
| ---------- | ---------------------------------------------- | --------------------------------- | ---------------------------------------- |
| Herren     | Nathan Chen                                    | Yuma Kagiyama                     | Yuzuru Hanyū                             |
| Damen      | FSR Anna Schtscherbakowa                       | FSR Jelisaweta Tuktamyschewa      | FSR Alexandra Trussowa                   |
| Paarlauf   | FSR Anastassija Mischina / Alexander Galljamow | Sui Wenjing / Han Cong            | FSR Alexandra Boikowa / Dmitri Koslowski |
| Eistanz    | FSR Wiktorija Sinizina / Nikita Kazalapow      | Madison Hubbell / Zachary Donohue | Piper Gilles / Paul Poirier              |

## Ergebnisse
- KP = Kurzprogramm
- K = Kür
- KT = Kurztanz

### Herren
| Platz                          | Sportler             | Land                   | Pkt.   | KP | KP     | K  | K      |
| ------------------------------ | -------------------- | ---------------------- | ------ | -- | ------ | -- | ------ |
| 1                              | Nathan Chen          | Vereinigte Staaten     | 320,88 | 3  | 98,85  | 1  | 222,03 |
| 2                              | Yuma Kagiyama        | Japan                  | 291,77 | 2  | 100,96 | 2  | 190,81 |
| 3                              | Yuzuru Hanyū         | Japan                  | 289,18 | 1  | 106,98 | 4  | 182,20 |
| 4                              | Shoma Uno            | Japan                  | 277,44 | 6  | 92,62  | 3  | 184,82 |
| 5                              | Michail Koljada      | FSR                    | 272,04 | 4  | 93,52  | 5  | 178,52 |
| 6                              | Keegan Messing       | Kanada                 | 270,26 | 5  | 93,51  | 6  | 176,75 |
| 7                              | Jason Brown          | Vereinigte Staaten     | 262,17 | 7  | 91,25  | 8  | 170,92 |
| 8                              | Jewgeni Semenenko    | FSR                    | 258,45 | 10 | 86,86  | 7  | 171,59 |
| 9                              | Kévin Aymoz          | Frankreich             | 254,52 | 9  | 88,24  | 9  | 166,28 |
| 10                             | Cha Jun-hwan         | Südkorea               | 245,99 | 8  | 91,15  | 13 | 154,84 |
| 11                             | Matteo Rizzo         | Italien                | 245,37 | 11 | 83,30  | 11 | 162,07 |
| 12                             | Daniel Grassl        | Italien                | 242,81 | 15 | 79,43  | 10 | 163,38 |
| 13                             | Yan Han              | Volksrepublik China    | 235,31 | 12 | 81,52  | 14 | 153,79 |
| 14                             | Moris Qwitelaschwili | Georgien               | 231,81 | 21 | 74,66  | 12 | 157,15 |
| 15                             | Lukas Britschgi      | Schweiz                | 225,55 | 17 | 78,27  | 16 | 147,28 |
| 16                             | Aleksandr Selevko    | Estland                | 222,06 | 24 | 70,74  | 15 | 151,32 |
| 17                             | Kanstanzin Miljukau  | Belarus                | 221,33 | 16 | 78,86  | 17 | 142,47 |
| 18                             | Deniss Vasiļjevs     | Lettland               | 213,05 | 14 | 81,22  | 18 | 131,83 |
| 19                             | Michal Březina       | Tschechien             | 210,73 | 13 | 81,43  | 21 | 129,30 |
| 20                             | Donovan Carrillo     | Mexiko                 | 204,78 | 23 | 73,91  | 19 | 130,87 |
| 21                             | Iwan Schmuratko      | Ukraine                | 204,17 | 22 | 73,98  | 20 | 130,19 |
| 22                             | Jin Boyang           | Volksrepublik China    | 199,15 | 19 | 77,95  | 22 | 121,20 |
| 23                             | Nikolaj Majorov      | Schweden               | 192,79 | 20 | 75,59  | 23 | 117,20 |
| 24                             | Alexei Bychenko      | Israel                 | 190,45 | 18 | 78,05  | 24 | 112,40 |
| Nicht für die Kür qualifiziert |                      |                        |        |    |        |    |        |
| 25                             | Vincent Zhou         | Vereinigte Staaten     | 70,51  | 25 | 70,51  | —  | —      |
| 26                             | Paul Fentz           | Deutschland            | 68,43  | 26 | 68,43  | —  | —      |
| 27                             | Vladimir Litvintsev  | Aserbaidschan          | 68,43  | 27 | 68,43  | —  | —      |
| 28                             | Başar Oktar          | Türkei                 | 67,14  | 28 | 67,14  | —  | —      |
| 29                             | Maurizio Zandron     | Österreich             | 63,88  | 29 | 63,88  | —  | —      |
| 30                             | Peter James Hallam   | Vereinigtes Königreich | 61,56  | 30 | 61,56  | —  | —      |
| 31                             | Valtter Virtanen     | Finnland               | 60,27  | 31 | 60,27  | —  | —      |
| 32                             | Michail Schaidorow   | Kasachstan             | 59,14  | 32 | 59,14  | —  | —      |
| 33                             | Larry Loupolover     | Bulgarien              | 58,93  | 33 | 58,93  | —  | —      |

### Damen
| Platz                          | Sportlerin               | Land                   | Pkt.   | KP | KP    | K  | K      |
| ------------------------------ | ------------------------ | ---------------------- | ------ | -- | ----- | -- | ------ |
| 1                              | Anna Schtscherbakowa     | FSR                    | 233,17 | 1  | 81,00 | 2  | 152,17 |
| 2                              | Jelisaweta Tuktamyschewa | FSR                    | 220,46 | 3  | 78,86 | 3  | 141,60 |
| 3                              | Alexandra Trussowa       | FSR                    | 217,20 | 12 | 64,82 | 1  | 152,38 |
| 4                              | Karen Chen               | Vereinigte Staaten     | 208,63 | 4  | 74,40 | 6  | 134,23 |
| 5                              | Loena Hendrickx          | Belgien                | 208,44 | 10 | 67,28 | 4  | 141,16 |
| 6                              | Kaori Sakamoto           | Japan                  | 207,80 | 6  | 70,38 | 5  | 137,42 |
| 7                              | Rika Kihira              | Japan                  | 205,70 | 2  | 79,08 | 9  | 126,62 |
| 8                              | Olga Mikutina            | Österreich             | 198,77 | 11 | 67,18 | 7  | 131,59 |
| 9                              | Bradie Tennell           | Vereinigte Staaten     | 197,81 | 7  | 69,87 | 8  | 127,94 |
| 10                             | Lee Hae-in               | Südkorea               | 193,44 | 8  | 68,94 | 11 | 124,50 |
| 11                             | Kim Ye-lim               | Südkorea               | 191,78 | 5  | 73,63 | 13 | 118,15 |
| 12                             | Ekaterina Ryabova        | Aserbaidschan          | 189,46 | 13 | 64,11 | 10 | 125,35 |
| 13                             | Madeline Schizas         | Kanada                 | 185,78 | 9  | 68,77 | 14 | 117,01 |
| 14                             | Eva-Lotta Kiibus         | Estland                | 181,47 | 19 | 59,65 | 12 | 121,82 |
| 15                             | Josefin Taljegård        | Schweden               | 178,10 | 15 | 61,58 | 16 | 116,52 |
| 16                             | Lindsay van Zundert      | Niederlande            | 174,50 | 24 | 57,72 | 15 | 116,78 |
| 17                             | Alexandra Fejgin         | Bulgarien              | 173,52 | 17 | 59,97 | 18 | 113,55 |
| 18                             | Nicole Schott            | Deutschland            | 172,80 | 20 | 59,09 | 17 | 113,71 |
| 19                             | Satoko Miyahara          | Japan                  | 172,30 | 16 | 59,99 | 19 | 112,31 |
| 20                             | Alina Uruschadse         | Georgien               | 169,01 | 18 | 59,89 | 20 | 109,12 |
| 21                             | Chen Hongyi              | Volksrepublik China    | 162,79 | 22 | 58,81 | 21 | 103,98 |
| 22                             | Eliška Březinová         | Tschechien             | 155,14 | 21 | 58,81 | 22 | 96,33  |
| 23                             | Natasha McKay            | Vereinigtes Königreich | 153,46 | 23 | 58,15 | 23 | 95,31  |
| 24                             | Jenni Saarinen           | Finnland               | 146,54 | 14 | 63,54 | 24 | 83,00  |
| Nicht für die Kür qualifiziert |                          |                        |        |    |       |    |        |
| 25                             | Alexia Paganini          | Schweiz                | 57,23  | 25 | 57,23 | —  | —      |
| 26                             | Kailani Craine           | Australien             | 56,86  | 26 | 56,86 | —  | —      |
| 27                             | Emily Bausback           | Kanada                 | 55,74  | 27 | 55,74 | —  | —      |
| 28                             | Lara Naki Gutmann        | Italien                | 55,64  | 28 | 55,64 | —  | —      |
| 29                             | Emmy Ma                  | Chinesisch Taipeh      | 55,63  | 29 | 55,63 | —  | —      |
| 30                             | Júlia Láng               | Ungarn                 | 54,20  | 30 | 54,20 | —  | —      |
| 31                             | Nelli Ioffe              | Israel                 | 52,43  | 31 | 52,43 | —  | —      |
| 32                             | Jekatierina Kurakowa     | Polen                  | 52,28  | 32 | 52,28 | —  | —      |
| 33                             | Angelīna Kučvaļska       | Lettland               | 47,94  | 33 | 47,94 | —  | —      |
| 34                             | Daša Grm                 | Slowenien              | 47,76  | 34 | 47,76 | —  | —      |
| 35                             | Anastassija Archypowa    | Ukraine                | 45,07  | 35 | 45,07 | —  | —      |
| 36                             | Emilea Zingas            | Zypern                 | 43,20  | 36 | 43,20 | —  | —      |
| 37                             | Elžbieta Kropa           | Litauen                | 41,31  | 37 | 41,31 | —  | —      |
| Z                              | Yi Christy Leung         | Hongkong               | —      | —  | —     | —  | —      |
| Z                              | Maé-Bérénice Méité       | Frankreich             | —      | —  | —     | —  | —      |

Z: Zurückgezogen

### Paare
| Platz                          | Sportler                                   | Land                   | Pkt.   | KP | KP    | K  | K      |
| ------------------------------ | ------------------------------------------ | ---------------------- | ------ | -- | ----- | -- | ------ |
| 1                              | Anastassija Mischina / Alexander Galljamow | FSR                    | 227,59 | 3  | 75,79 | 1  | 151,80 |
| 2                              | Sui Wenjing / Han Cong                     | Volksrepublik China    | 225,71 | 2  | 77,62 | 2  | 148,09 |
| 3                              | Alexandra Boikowa / Dmitri Koslowski       | FSR                    | 217,63 | 1  | 80,16 | 4  | 137,47 |
| 4                              | Jewgenija Tarassowa / Wladimir Morosow     | FSR                    | 212,76 | 4  | 71,46 | 3  | 141,30 |
| 5                              | Peng Cheng / Jin Yang                      | Volksrepublik China    | 201,18 | 5  | 71,32 | 6  | 129,86 |
| 6                              | Kirsten Moore-Towers / Michael Marinaro    | Kanada                 | 195,29 | 10 | 63,45 | 5  | 131,84 |
| 7                              | Alexa Knierim / Brandon Frazier            | Vereinigte Staaten     | 192,10 | 7  | 64,67 | 7  | 127,43 |
| 8                              | Nicole Della Monica / Matteo Guarise       | Italien                | 186,50 | 11 | 59,95 | 8  | 126,55 |
| 9                              | Ashley Cain-Gribble / Timothy LeDuc        | Vereinigte Staaten     | 185,31 | 6  | 64,94 | 9  | 120,37 |
| 10                             | Riku Miura / Ryūichi Kihara                | Japan                  | 184,41 | 8  | 64,37 | 10 | 120,04 |
| 11                             | Miriam Ziegler / Severin Kiefer            | Österreich             | 182,30 | 9  | 64,01 | 11 | 118,29 |
| 12                             | Evelyn Walsh / Trennt Michaud              | Kanada                 | 176,24 | 12 | 59,41 | 12 | 116,83 |
| 13                             | Annika Hocke / Robert Kunkel               | Deutschland            | 162,81 | 13 | 57,48 | 14 | 105,33 |
| 14                             | Ioulia Chtchetinina / Márk Magyar          | Ungarn                 | 157,87 | 18 | 51,21 | 13 | 106,66 |
| 15                             | Elizaveta Zhuk / Martin Bidař              | Tschechien             | 157,29 | 16 | 54,30 | 15 | 102,99 |
| 16                             | Anastassia Metelkina / Daniil Parkman      | Georgien               | 156,73 | 14 | 56,13 | 16 | 100,60 |
| 17                             | Rebecca Ghilardi / Filippo Ambrosini       | Italien                | 154,04 | 15 | 54,70 | 18 | 99,34  |
| 18                             | Bogdana Lukashevich / Alexander Stepanov   | Belarus                | 145,55 | 20 | 46,20 | 17 | 99,35  |
| 19                             | Anna Vernikov / Evgeni Krasnopolski        | Israel                 | 145,03 | 17 | 53,67 | 20 | 91,36  |
| 20                             | Cléo Hamon / Denys Strekalin               | Frankreich             | 144,84 | 19 | 50,99 | 19 | 93,85  |
| Nicht für die Kür qualifiziert |                                            |                        |        |    |       |    |        |
| 21                             | Lana Petranović / Antonio Souza-Kordeiru   | Kroatien               | 44,75  | 21 | 44,75 | —  | —      |
| 22                             | Daria Danilova / Michel Tsiba              | Niederlande            | 43,12  | 22 | 43,12 | —  | —      |
| 23                             | Coline Keriven / Noël-Antoine Pierre       | Frankreich             | 42,12  | 23 | 42,12 | —  | —      |
| 24                             | Zoe Jones / Christopher Boyadji            | Vereinigtes Königreich | 38,79  | 24 | 38,79 | —  | —      |

### Eistanz
| Platz                          | Sportler                                     | Land                   | Pkt.   | KP | KP    | K  | K      |
| ------------------------------ | -------------------------------------------- | ---------------------- | ------ | -- | ----- | -- | ------ |
| 1                              | Wiktorija Sinizina / Nikita Kazalapow        | FSR                    | 221,17 | 1  | 88,15 | 1  | 133,02 |
| 2                              | Madison Hubbell / Zachary Donohue            | Vereinigte Staaten     | 214,71 | 2  | 86,05 | 3  | 128,66 |
| 3                              | Piper Gilles / Paul Poirier                  | Kanada                 | 214,35 | 4  | 83,37 | 2  | 130,98 |
| 4                              | Madison Chock / Evan Bates                   | Vereinigte Staaten     | 212,69 | 3  | 85,15 | 4  | 127,54 |
| 5                              | Alexandra Stepanowa / Iwan Bukin             | FSR                    | 208,77 | 5  | 83,02 | 5  | 125,75 |
| 6                              | Charlène Guignard / Marco Fabbri             | Italien                | 205,20 | 6  | 81,04 | 6  | 124,16 |
| 7                              | Lilah Fear / Lewis Gibson                    | Vereinigtes Königreich | 196,92 | 8  | 77,42 | 7  | 119,50 |
| 8                              | Laurence Fournier Beaudry / Nikolaj Sørensen | Kanada                 | 196,88 | 7  | 77,87 | 8  | 119,01 |
| 9                              | Kaitlin Hawayek / Jean-Luc Baker             | Vereinigte Staaten     | 188,51 | 11 | 75,08 | 9  | 113,43 |
| 10                             | Tiffany Zahorski / Jonathan Guerreiro        | FSR                    | 188,45 | 10 | 75,58 | 10 | 112,87 |
| 11                             | Sara Hurtado / Kirill Khaliavin              | Spanien                | 186,13 | 12 | 74,26 | 11 | 111,87 |
| 12                             | Natalia Kaliszek / Maksym Spodyriev          | Polen                  | 183,33 | 9  | 76,12 | 14 | 107,21 |
| 13                             | Wang Shiyue / Liu Xinyu                      | Volksrepublik China    | 182,90 | 13 | 73,97 | 12 | 108,93 |
| 14                             | Marjorie Lajoie / Zachary Lagha              | Kanada                 | 180,71 | 14 | 72,00 | 13 | 108,71 |
| 15                             | Allison Reed / Saulius Ambrulevičius         | Litauen                | 178,18 | 15 | 71,29 | 15 | 106,89 |
| 16                             | Adelina Galyavieva / Louis Thauron           | Frankreich             | 173,55 | 16 | 69,99 | 16 | 103,56 |
| 17                             | Evgeniia Lopareva / Geoffrey Brissaud        | Frankreich             | 169,70 | 19 | 66,80 | 17 | 102,90 |
| 18                             | Katharina Müller / Tim Dieck                 | Deutschland            | 168,33 | 17 | 68,37 | 19 | 99,96  |
| 19                             | Misato Komatsubara / Tim Koleto              | Japan                  | 167,81 | 18 | 68,02 | 20 | 99,79  |
| 20                             | Oleksandra Nasarowa / Maksym Nikitin         | Ukraine                | 167,34 | 20 | 66,54 | 18 | 100,80 |
| Nicht für die Kür qualifiziert |                                              |                        |        |    |       |    |        |
| 21                             | Juulia Turkkila / Matthias Versluis          | Finnland               | 64,59  | 21 | 64,59 | —  | —      |
| 22                             | Natálie Taschlerová / Filip Taschler         | Tschechien             | 64,00  | 22 | 64,00 | —  | —      |
| 23                             | Anna Yanovskaya / Ádám Lukács                | Ungarn                 | 62,78  | 23 | 62,78 | —  | —      |
| 24                             | Holly Harris / Jason Chan                    | Australien             | 60,73  | 24 | 60,73 | —  | —      |
| 25                             | Carolina Moscheni / Francesco Fioretti       | Italien                | 60,60  | 25 | 60,60 | —  | —      |
| 26                             | Shira Ichilov / Laurent Abecassis            | Israel                 | 55,57  | 26 | 55,57 | —  | —      |
| 27                             | Yuliia Zhata / Berk Akalın                   | Türkei                 | 52,21  | 27 | 52,21 | —  | —      |
| 28                             | Viktoria Semenjuk / Ilya Yukhimuk            | Belarus                | 51,15  | 28 | 51,15 | —  | —      |
| 29                             | Chelsea Verhaegh / Sherim van Geffen         | Niederlande            | 50,79  | 29 | 50,79 | —  | —      |
| 30                             | Ekaterina Kuznetsova / Oleksandr Kolosovskyi | Aserbaidschan          | 46,19  | 30 | 46,19 | —  | —      |
| 31                             | Mina Zdravkova / Christopher M. Davis        | Bulgarien              | 45,28  | 31 | 45,28 | —  | —      |
| Z                              | Tina Karapetjan / Simon Proulx-Sénécal       | Armenien               | —      | —  | —     | —  | —      |

Z: Zurückgezogen